# Jean Todt
Pour les articles homonymes, voir Todt.
Jean Todt, né le 25 février 1946  à Pierrefort (Cantal), est un ancien copilote de rallye français, devenu directeur de Peugeot Talbot Sport en 1981, puis directeur de l'écurie de Formule 1 Scuderia Ferrari en 1993, avant d'être directeur et administrateur de Ferrari de 2004 à 2008. Il est du 23 octobre 2009 au 17 décembre 2021 président de la Fédération internationale de l'automobile (FIA).
Sous sa direction, Peugeot décroche quatre titres de champion du monde en rallye (pilotes et constructeurs), quatre victoires au Rallye Dakar, deux victoires aux 24 Heures du Mans, et Ferrari 14 titres de champion du monde de Formule 1 (pilotes et constructeurs), Michael Schumacher remportant cinq titres de champion du monde des pilotes, de 2000 à 2004, et obtenant 72 de ses 91 victoires en Grand Prix. Durant ses seize années à sa tête, Ferrari gagne huit titres des constructeurs, six titres des pilotes et totalise 116 victoires.
Le 29 avril 2015, Jean Todt est nommé par le secrétaire général des Nations unies envoyé spécial pour la sécurité routière.
Il a un fils, Nicolas (né en 1977) qui évolue lui aussi dans le monde du sport automobile. Il partage sa vie avec Michelle Yeoh.

## Biographie

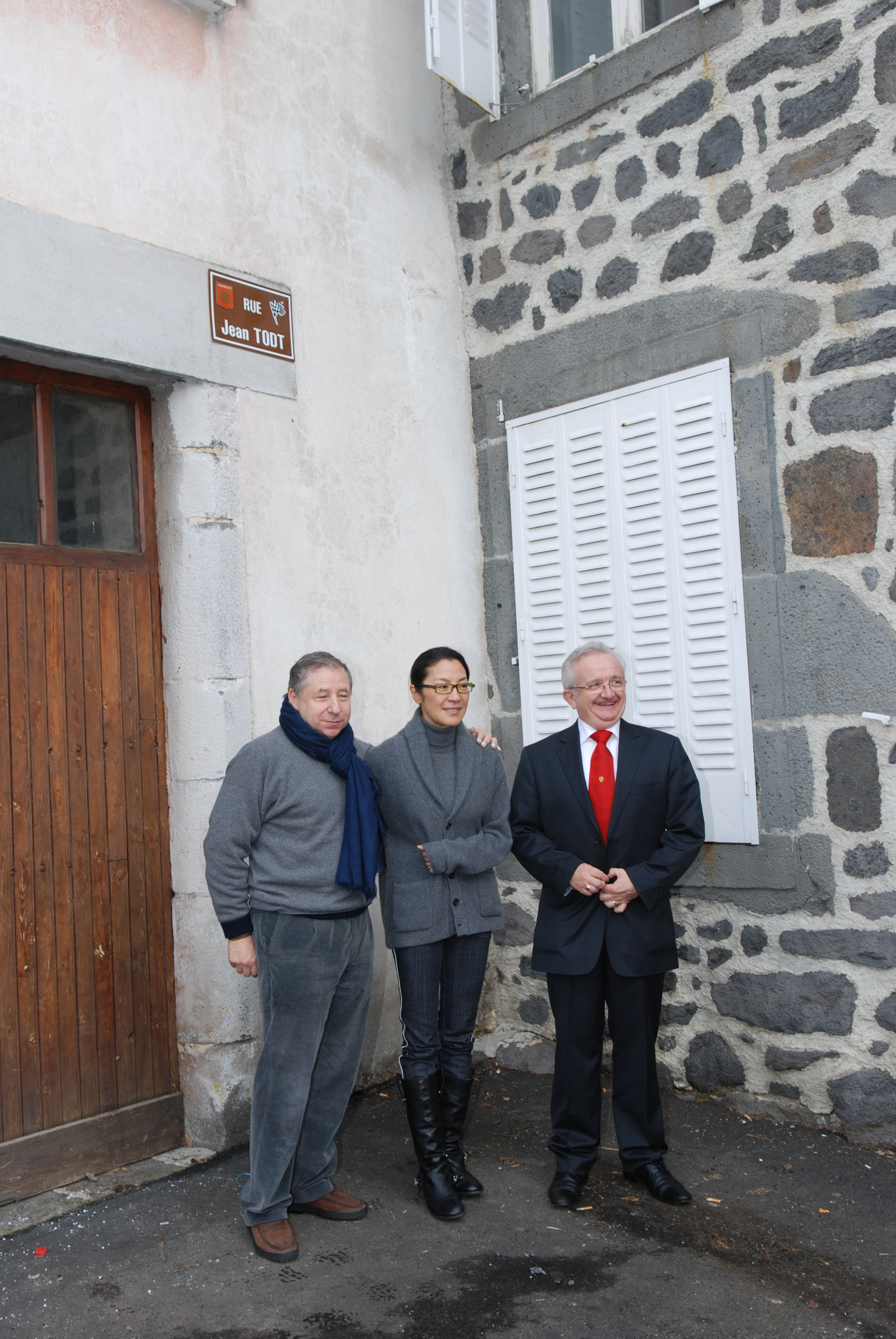
Jean Todt, Michelle Yeoh et le maire de Pierrefort, devant la « rue Jean Todt » de ce village, en 2009.

Issu d'une famille juive polonaise, le père de Jean Todt arrive en France à dix-sept ans. Il fréquente la Sorbonne puis fait des études de médecine avant de se marier et de s'installer dans le Cantal, à Pierrefort, où Jean naît le 25 février 1946.
Amateur de course automobile, avec une bande de copains, il bricolait des voitures au garage Madeleine à Asnières-sur-Seine.
Après ses études secondaires, Jean Todt entre à l'École des Cadres - EDC (Paris), école d'économie, commerce et marketing. En 1966, il débute comme copilote dans les rallyes et participe au Championnat du Monde des Rallyes avec les plus importants constructeurs automobiles et les grands pilotes internationaux, jusqu'en 1981 où il achève sa carrière en remportant sur Talbot Lotus avec Guy Fréquelin le Championnat du monde des constructeurs. De 1975 à 1981, il est aussi le représentant des pilotes au sein de la Commission rallye de la FISA (Fédération internationale du sport automobile).

### Copilote de rallye automobile de 1966 à 1981
Jean Todt se passionne pour le sport automobile et notamment les pilotes Jim Clark et Dan Gurney. Il emprunte la Mini Cooper de son père pour devenir pilote de rallye automobile avant de s'orienter vers le copilotage. En 1966, il est le copilote de Guy Chasseuil. Ses grands talents de calculateur, de stratège et d'organisateur en font un excellent navigateur. Il sera au fil des années le copilote de Jean-Pierre Nicolas, Rauno Aaltonen, Ove Andersson, Hannu Mikkola, Jean-Pierre Beltoise, Bernard Consten, Jean-François Piot, Achim Warmbold, Jean Guichet, Jean-Claude Lefèbvre, Timo Mäkinen et Guy Fréquelin.
Très vite, il déborde de son rôle de copilote pour s'investir dans le management de l'équipe Talbot, filiale de Peugeot, et les relations avec la FIA, faisant preuve de son réel sens inné du management et de l'organisation. En 1981, il est copilote de Guy Fréquelin avec qui il devient vice-champion du monde des pilotes de rallye et Champion du monde des constructeurs.

### Directeur de Peugeot Talbot Sport de 1982 à 1993
En 1981, il se retire de la compétition en tant que copilote et se voit confier la direction sportive de Peugeot par le PDG Jean Boillot alors que l’entreprise PSA Peugeot Citroën connaît d'importantes difficultés d'image et de finances. Il met ses talents d'organisateur rigoureux et de stratège au service de la création de Peugeot Talbot Sport, entité créée pour permettre le retour à la compétition de la firme française et devient maître d’œuvre des Peugeot 205 Turbo 16, Peugeot 405 Turbo 16 et Peugeot 905.
En 1984, Peugeot fait son retour en championnat du monde des rallyes et, dès 1985 et 1986, la Peugeot 205 Turbo 16 Groupe B piloté par Timo Salonen puis Juha Kankkunen obtient des résultats écrasants (double champion du monde des constructeurs). Malheureusement, en 1986, Henri Toivonen, pilote sur Lancia Delta se tue au tour de Corse et la FIA interdit les Groupe B jugées trop rapides et trop dangereuses.
En 1987, Todt oriente ses 205 Turbo 16 vers les Rallye-raid avec pour épreuve phare le Rallye Paris-Dakar. Il est sous le feu des projecteurs le jour où il joue à pile ou face la victoire du Paris Dakar 1989 entre ses deux pilotes Ari Vatanen et Jacky Ickx pour éviter que leur lutte pour la victoire finale ne cause l'abandon et coûte la victoire à l'écurie. De 1987 à 1990, il renouvelle son exploit écrasant en remportant quatre nouvelles victoires au Paris-Dakar avec également Ari Vatanen et Juha Kankkunen. En 1990, Jean Todt devient directeur des activités sportives du groupe PSA Peugeot Citroën et supervise la victoire de Citroën au Paris-Dakar en 1991 et la participation de Peugeot au championnat du monde des voitures de sport, que la marque remporte en 1992. Puis Peugeot décide d'abandonner les rallyes-raids et de laisser cette discipline à Citroën qui remportera l'épreuve avec la Citroën ZX Rallye-Raid conçue à partir du châssis de la Peugeot 405.
En 1992, il remporte les 24 Heures du Mans avec la Peugeot 905 pilotée notamment par Derek Warwick, Yannick Dalmas et Mark Blundell et en 1993, les 905 décrochent un triplé aux 24 Heures du Mans, notamment grâce à l'équipage victorieux composé de Geoff Brabham, Christophe Bouchut et Éric Hélary.

### Directeur de la Scuderia Ferrari 1993 à 2007

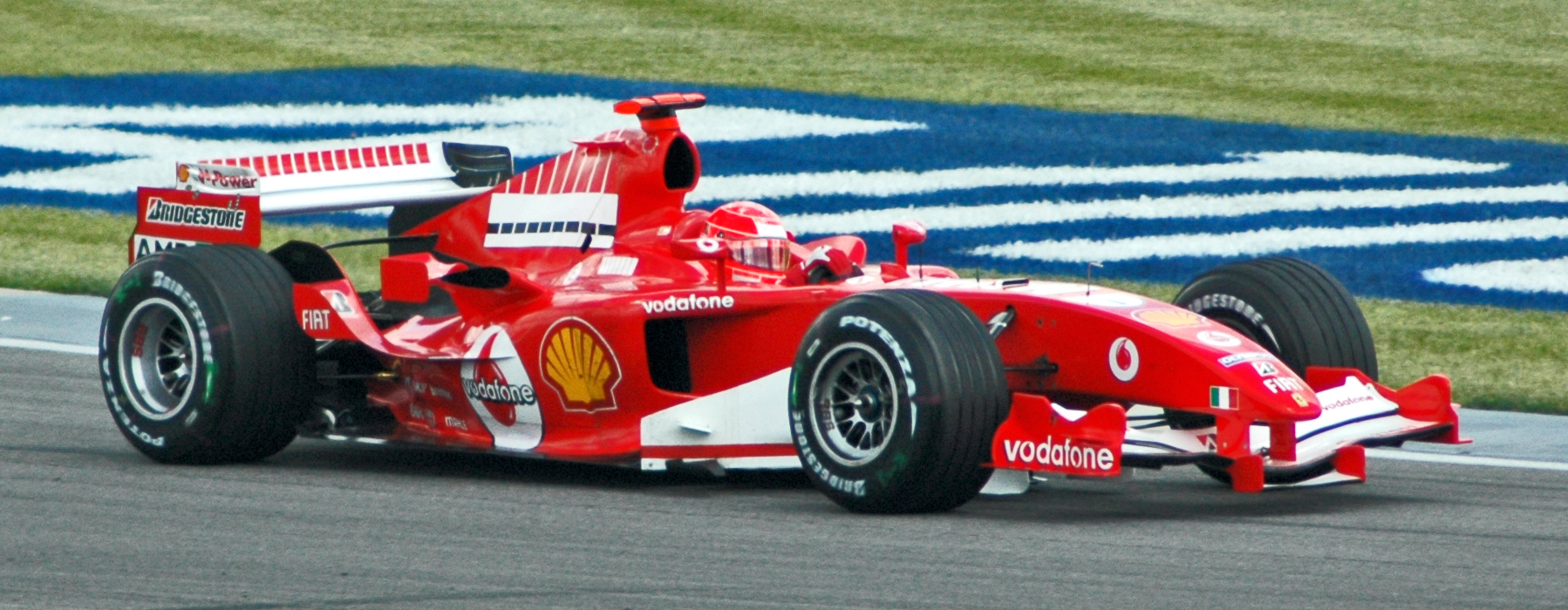
Michael Schumacher : 5 fois champion du monde des pilotes et 6 fois champion du monde des constructeurs avec la Scuderia Ferrari de Jean Todt de 1999 à 2004.

En 1993, Jean Todt, âgé de 47 ans, vient de passer douze années exceptionnelles chez Peugeot Talbot Sport. Luca di Montezemolo, nouveau président de Ferrari le recrute alors. Il débute le 1er juillet au Grand Prix de France de Magny-Cours comme directeur général de la Scuderia Ferrari. Il est alors à la tête d'une équipe de quatre cents techniciens.
Il est le premier étranger à la tête de la Scuderia de l'histoire de la marque avec pour challenge de faire renouer la prestigieuse écurie de Formule 1 italienne avec son succès légendaire passé, alors que Ferrari vit une des périodes les plus noires de toute son histoire. La mythique écurie italienne est alors minée par des querelles internes et une production en partie délocalisée. Elle n'est plus que l'ombre de ce qu'elle fut, le dernier titre des pilotes remonte à 1979 et celui des constructeurs à 1983. Jean Todt va restructurer profondément la gestion sportive.
En 1994, un an à peine après le début du défi, Gerhard Berger remporte le Grand Prix d'Allemagne et signe ainsi le premier succès d'une Ferrari depuis quatre ans, mais la Benetton de Michael Schumacher (champion du monde 1994 et 1995) et les Williams-Renault d'Ayrton Senna, Damon Hill, Nigel Mansell et David Coulthard dominent largement la compétition.
À la fin de la saison 1995, marquée par une nouvelle victoire grâce à Jean Alesi au Grand Prix du Canada, Jean Todt recrute le double champion du monde allemand Michael Schumacher qui passe alors pour le meilleur pilote de sa génération. Michael accepte alors de s'associer au challenge de Jean Todt avec qui il établit des relations de profonde amitié, quasiment familiale.
En 1996, Schumacher remporte trois victoires dont deux consécutives au Grand Prix de Belgique puis au Grand Prix d'Italie. Todt recrute alors les ex-directeurs techniques de Benetton, Rory Byrne, aérodynamicien, et Ross Brawn, directeur technique, pour remplacer John Barnard.
En 1997 et 1998 Ferrari manque le titre mondial des pilotes de quelques points lors des dernières courses des saisons derrière la Williams-Renault de Jacques Villeneuve en 1997 et la McLaren-Mercedes de Mika Häkkinen en 1998. En 1999, Ferrari remporte le titre mondial des constructeurs pour la première fois depuis 1983. Devenu leader de la Scuderia à la suite de l'accident de Schumacher en Grande-Bretagne, Eddie Irvine manque le titre pour deux points face à Mika Häkkinen.
À partir de 2000, Jean Todt réalise son objectif de faire renouer Ferrari avec la légende des courses automobiles en remportant de façon dominatrice cinq titres mondiaux consécutifs (titre mondial des pilotes et constructeurs) avec Schumacher (2000, 2001, 2002, 2003 et 2004), ce qui à l'époque était une première dans l'histoire de la Formule 1.

### Directeur et administrateur de Ferrari de 2004 à 2009
Le 1er juin 2004, Jean Todt est nommé directeur général de Ferrari en plus de son titre de directeur de la Scuderia Ferrari,. Le 25 octobre 2006, 3 jours après la fin de la saison de Formule 1 et le départ à la retraite de Michael Schumacher, il devient administrateur délégué de Ferrari.
En 2007, il prépare Stefano Domenicali à lui succéder à la direction de la Scuderia à compter du 1er janvier 2008. Puis, le 18 mars 2008, il quitte son poste d'administrateur délégué de la marque Ferrari, rôle dans lequel il est remplacé par Amedeo Felisa. Demeuré membre du Conseil d'Administration jusqu'en mars 2009, il cesse alors toute fonction chez Ferrari, après avoir remporté 14 titres mondiaux et 116 victoires de Grand Prix.

### Présidence de la FIA
En avril 2009, il prend la présidence de « eSafety Aware » pour la promotion des véhicules intelligents et des nouvelles technologies, ce qui lui permet de parfaire sa connaissance des rouages internes de la FIA et de mener campagne avec l'aide de Michelle Yeoh, ambassadrice FIA pour la sécurité routière.
Le 16 juillet 2009, il annonce officiellement son intention de briguer la présidence de la Fédération internationale de l'automobile. Il avait reçu la veille le soutien du président sortant, Max Mosley, qui avait décidé de ne pas se représenter. Il est élu président de la FIA le 23 octobre 2009, par 135 voix contre 49 à l'ancien pilote finlandais, champion du monde des rallyes 1981 et député européen Ari Vatanen.
Il est réélu, sans adversaire face à lui, le 6 décembre 2013 pour un nouveau mandat de quatre ans, puis le 8 décembre 2017 pour un troisième mandat. La FIA ayant introduit dans ses statuts une limitation à trois mandats présidentiels successifs, Jean Todt, par ailleurs atteint par la limite d'âge, quitte la présidence de l'institution en décembre 2021.

### Envoyé spécial pour la sécurité routière
Ban Ki-moon, secrétaire général de l’ONU, annonce le 29 avril 2015 la nomination de Jean Todt en tant qu'envoyé spécial des Nations unies pour la sécurité routière lors d’une rencontre qui s’est déroulée à Paris.

### Autres activités
Il est un des quarante-six membres de l'Académie des sports et membre de l'Académie des technologies. Il siège par ailleurs au Conseil d'administration du Groupe Lucien Barrière, un des plus importants groupes français de casinos et hôtels palaces, propriété de son ami Dominique Desseigne, au Conseil d'administration d'Edmond de Rothschild SA, au Conseil d’administration de Gaumont. Il est enfin administrateur de la Société des amis du Musée d'Art moderne de la ville de Paris et membre du Conseil consultatif international de Sotheby's.
Jean Todt est Vice-Président - Membre Fondateur de l'Institut du cerveau et de la moelle épinière. Avec Michael Schumacher, également membre fondateur, ils ont fait des dons importants et utilisé leur image au profit de cette fondation. C'est encore au profit de cette organisation que Schumacher et Todt font une apparition dans le film Astérix aux Jeux olympiques, sorti le 30 janvier 2008. Le pilote incarne le rôle de Schumix, conducteur de char, et Todt est son chef d'équipe.
Jean Todt est aussi engagé dans des initiatives humanitaires : en 2003, il a été nommé ambassadeur à disposition de la République de Saint-Marin ; de 2009 à 2013, il a été ambassadeur du tourisme pour la Malaisie. En décembre 2014, il a été élu président du conseil d'administration de la Suu Foundation, une organisation humanitaire qui œuvre en faveur de la santé et de l'éducation du peuple birman, fondée par la prix Nobel de la paix Aung San Suu Kyi. Depuis Juin 2015, Jean Todt est également membre du Conseil d'Administration de l'International Peace Institute.
Jean Todt est membre du jury du concours d'élégance automobiles Chantilly Arts & Elegance Richard Mille aux côtés d'autres figures de l'automobile comme Gérard Larrousse, Carlos Tavares ou Gilles Vidal. Le Chantilly Arts & Elegance Richard Mille lui a rendu hommage en 2016 en réservant une classe du concours d'élégance au titre de ses 50 ans de carrière.
Depuis 2017, Jean Todt est également membre de la Commission des affaires publiques et du développement social du Comité international olympique.

## Palmarès et décorations

### Palmarès

#### Copilote
- Rallye Jeanne d'Arc : 1966 avec Denis Gillet sur Ferrari (1er succès) type Lusso
- Rallye Lyon-Charbonnières : 1968 avec Jean-Claude Andruet sur Alpine A110 1440
- Rallye Grasse-Alpin : 1968 avec Jean-François Piot sur Alpine A110 Proto
- Critérium de Touraine : 1969 avec Jean-François Piot sur Ford Escort TC
- Rallye Grasse-Alpin : 1970 avec Jean-François Piot sur Ford Escort RS 1800
- Tour de France automobile : 1970 avec Jean-Pierre Beltoise et Patrick Depailler sur Matra MS650
- Rallye du Portugal : 1971 avec jean-Pierre Nicolas sur Alpine A110 en championnat d'Europe
- Rallye de Genève : 1971 avec Jean-Pierre Nicolas sur Alpine A110 1600S (dernière édition)
- Rallye RACE d'Espagne : 1972 avec Jean-Pierre Nicolas sur Alpine A110 1860 en championnat d'Europe
- Rallye de l'Olympe : 1972 (août) avec Jean-Pierre Nicolas sur Alpine A110 1860 en championnat d'Europe
- Tour de La Réunion : 1972 avec Jean-Pierre Nicolas sur Renault 12 Gordini
- 12 Heures de Ronse : 1976 avec Achim Warmbold sur Toyota Corolla
- Tour de Corse : Groupe 2 en 1976 avec Jean-Claude Lefèbvre sur Peugeot 104 ZS
- Rallye saxon de la Baltique : 1977 avec Achim Warmbold sur Toyota Corolla 1600GT
- Rallye CODASUR : 1979 avec Jean Guichet sur Peugeot 504 (1re édition)
  - 4e du tour d'Amérique de Sud : 1978, avec Timo Mäkinen sur Mercedes 450SLC[15];
- Championnat du monde des rallyes:

Vice-champion du monde 1981 avec Guy Fréquelin sur Talbot Sunbeam Lotus, permettant ainsi à l'équipe de remporter le championnat mondial des constructeurs 1981, et le Prix Roland Peugeot de l'Académie des sports du plus bel exploit automobile français de l'année;

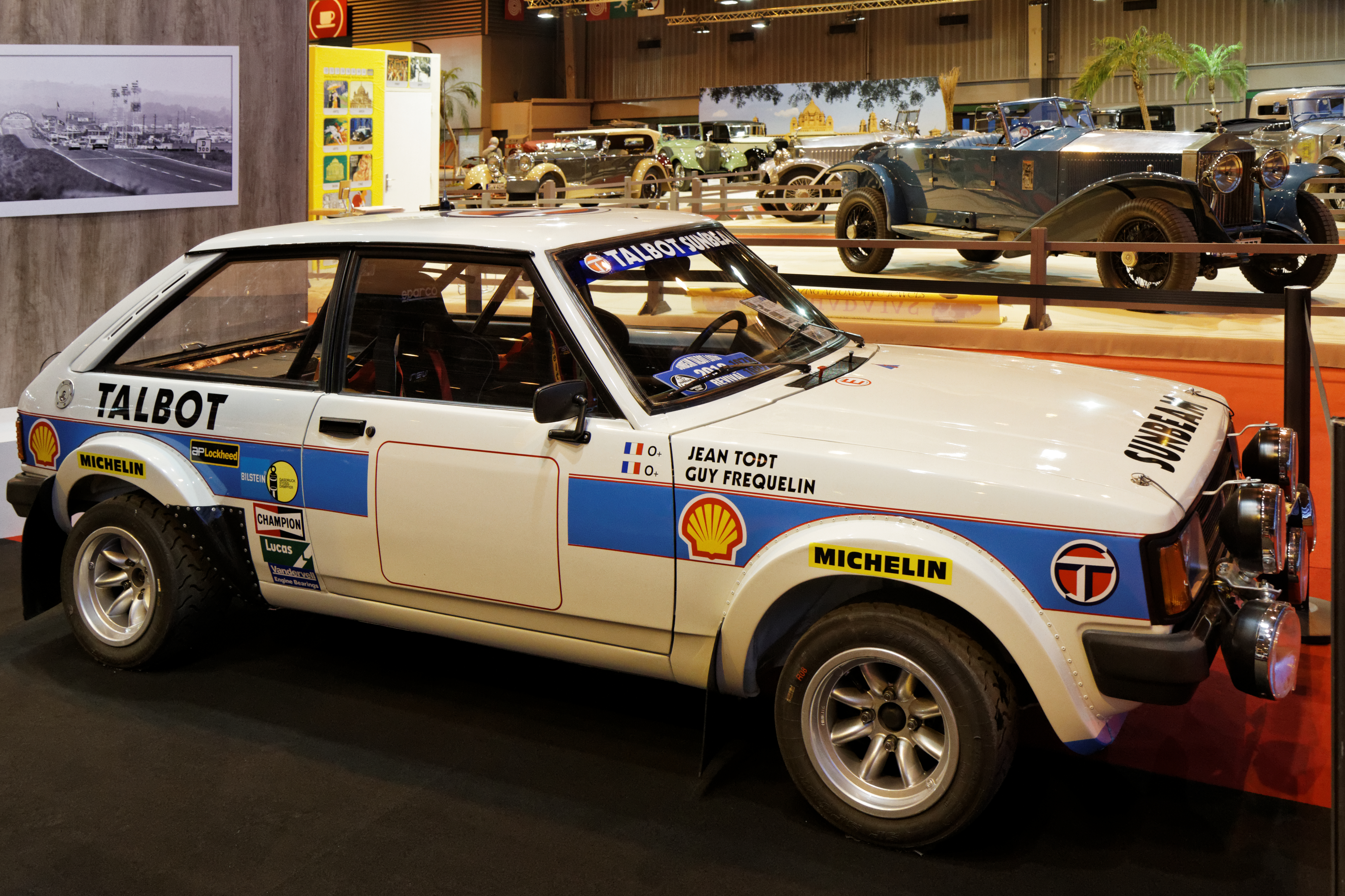
La Talbot KDU 111 V de 1980, pour l'équipe Fréquelin/Todt (salon Rétromobile 2014).

Et cinquante-quatre départs en championnat du monde des rallyes, dont quatre victoires entre 1973 et 1981 :
- Rallye de Pologne en 1973 (avec Achim Warmbold)
- Rallye d'Autriche en 1973 (avec Achim Warmbold)
- Rallye du Maroc en 1975 (avec Hannu Mikkola)
- Rallye d'Argentine en 1981 (avec Guy Fréquelin)
  - 2e du Rallye du Maroc en 1970 (avec Bernard Consten, DS 21)
  - 2e du Rallye Monte-Carlo en 1971 (avec Ove Andersson)
  - 2e du Rallye Côte d'Ivoire Bandama en 1978 (avec Timo Mäkinen)
  - 2e du Rallye Monte-Carlo en 1981 (avec G. Fréquelin)
  - 2e du Tour de Corse en 1981 (avec G. Fréquelin)
  - 2e du Rallye du Brésil en 1981 (avec G. Fréquelin)
  - 3e du Tour de Corse en 1969 (avec J-F Piot, cette fois hors WRC)
  - 3e de l'Österreichische Alpenfahrt (Autriche) en 1970 (avec J-F Piot, en Coupe Internationale des Marques)
  - 3e du Rallye Monte-Carlo en 1972 (avec Rauno Aaltonen - CIM)
  - 3e du Rallye du Portugal en 1980 (avec G. Fréquelin)
  - 3e du Rallye de Grande-Bretagne (RAC) en 1980 (avec G. Fréquelin)

#### Pilote
- Participation aux 8 records du monde d'endurance de la Peugeot 204 Proto Diesel de classe 6 (Catégorie A3, Groupe 3) établis le 22 juin 1973 à l'Autodrome de Linas-Montlhéry (notamment avec Jean Guichet et Hannu Mikkola)[17].

#### Directeur d'équipe
- Championnat du monde des rallyes (Peugeot Talbot Sport/Peugeot 205 Turbo 16) (2) : 1985, 1986 (pilotes et constructeurs)
- Championnat d'Allemagne des rallyes (2) : 1985 (Kalle Grundel), 1986 (Michèle Mouton) (Peugeot 205 Turbo 16)
- Rallye Paris-Dakar (Peugeot Talbot Sport) (4) : 1987, 1988, 1989, 1990
- Pikes Peak International Hill Climb (PPIHC - La course vers les nuages) (Peugeot Talbot Sport) (1) : 1988 (Peugeot 405 Turbo 16 de A.Vatanen)
- Championnat de France de rallycross (Peugeot Talbot Sport/Peugeot 205 Turbo 16 Evolution 2) (3) : 1988 (Guy Fréquelin), 1989 (Philippe Wambergue) et 1990 (Jean-Manuel Beuzelin)
- Trophée Andros Élite (Peugeot 205 Turbo 16) (1) : 1990 (Éric Arpin)
- Championnat du monde des voitures de sport (Peugeot Talbot Sport/Peugeot 905) (1) : 1992 (pilotes et constructeurs)
- 24 Heures du Mans (Peugeot Talbot Sport/Peugeot 905) (2) : 1992, 1993
- Championnat du monde F1 des constructeurs avec la Scuderia Ferrari (8) : 1999, 2000, 2001, 2002, 2003, 2004, 2007, 2008 (106 victoires en Grand Prix)
- Championnat du monde F1 des pilotes avec la Scuderia Ferrari (6) :

- 2000, 2001, 2002, 2003, 2004 (Michael Schumacher)
- 2007 (Kimi Raïkkonen)

### Distinctions et honneurs

#### Décorations françaises
- Grand-croix de la Légion d'honneur le 14 juillet 2011[18], Grand officier (2006), Commandeur (2000), Officier (1992), Chevalier (1986)
- Médaille de la jeunesse, des sports et de l'engagement associatif, or le 14 juillet 1987;

#### Décorations étrangères
- Commandeur de l'ordre du Mérite de la République italienne‎ à l'initiative du président de la République, le 22 octobre 2002 ;
- Doctorat Honoris Causa en Ingénierie de l'université de Florence en 2004 ;
- Dato' Seri par le roi de Malaisie le 1er décembre 2006 ;
- Grand officier de l'ordre de Sainte Agathe de la République de Saint Marin en 2011 ;
- Membre de l'ordre Prince Yaroslav the Wise Ukraine en avril 2011 ;
- Commandeur de l'ordre du Mérite en 2013 ;
- Médaille de Première classe du Royaume-Uni de Bahrain en avril 2014 ;
- Médaille de l'ordre de l'Amitié de la fédération de Russie en décembre 2014 ;
- Palme d'Or du Festival automobile international à Paris le 27 janvier 2015 ;
- Prix humanitaire de l'année décerné par l'Association des Nations unies de New York le 26 octobre 2016 [19] ;
- Commandeur de l'ordre de Saint-Charles en janvier 2020[20].

#### Décorations internationales
- Ordre olympique échelon argent (Comité international olympique), le 22 février 2023[21]

## Postes de direction occupés
- Peugeot Talbot Sport de 1982 à 1993 ;
- Ferrari de 1993 à 2008 ;     
  - Directeur de la gestion sportive de la Scuderia Ferrari de 1993 à 2007 ;
  - Directeur général de Ferrari de 2004 à 2006 ;
  - Administrateur délégué de Ferrari de 2006 à 2008 ;
- Président de la FIA de 2009 à 2021.

## Filmographie
- 2008 : Astérix aux Jeux olympiques de Frédéric Forestier et Thomas Langmann. Il joue le patron de Schumix, personnage joué par Michael Schumacher.

## Vie privée

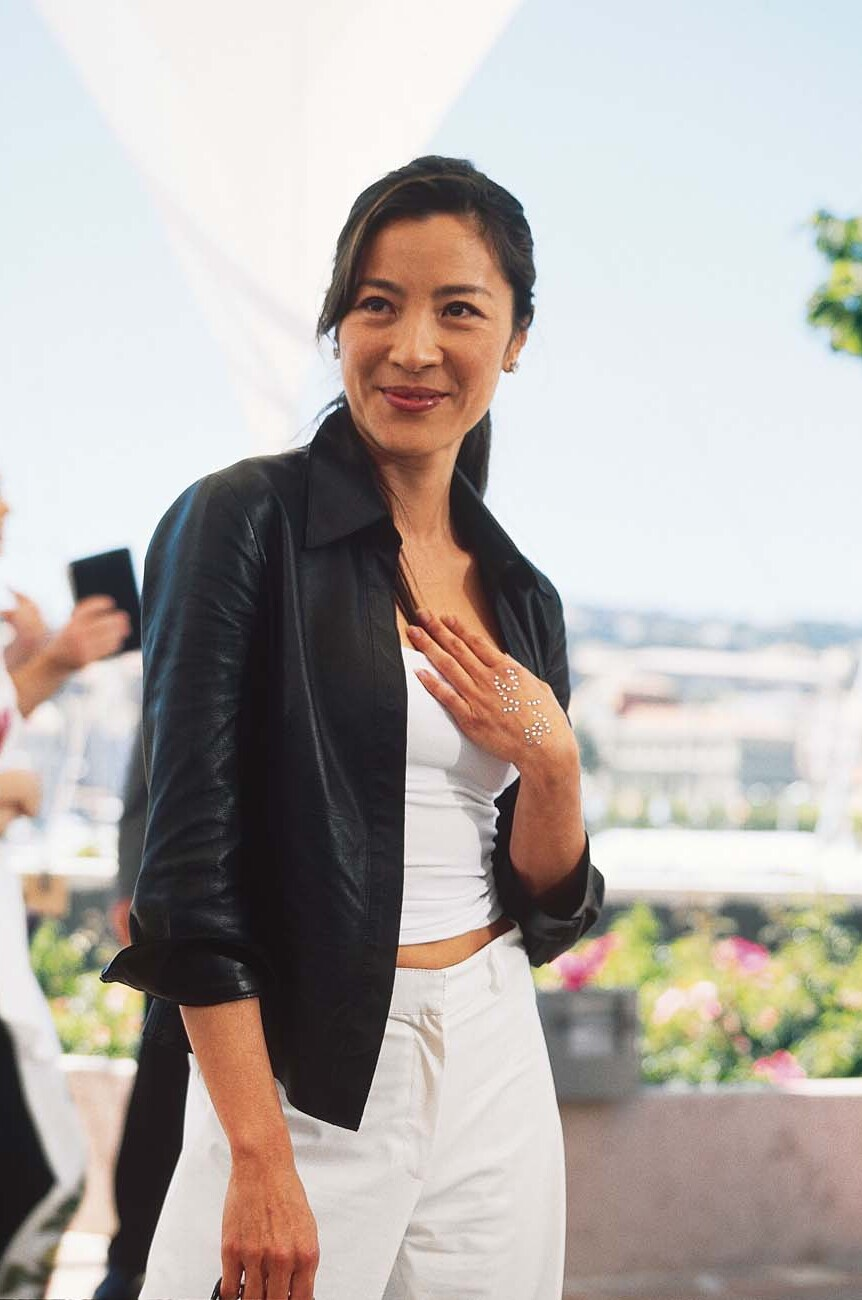
L'actrice Michelle Yeoh partage la vie de Jean Todt depuis 2004.

En 2004, Jean Todt rencontre Michelle Yeoh, actrice de cinéma, avec laquelle il partage sa vie. En 2011, il est producteur associé du film The Lady, où celle-ci joue le rôle de Aung San Suu Kyi. Ils se marient le 27 juillet 2023. 
Jean Todt a un fils, Nicolas, agent de pilotes dont Felipe Massa, Pastor Maldonado et Charles Leclerc et copropriétaire de l'écurie ART Grand Prix évoluant en GP2 et GP3.